# Liste der Monuments historiques in Magny-les-Hameaux
Die Liste der Monuments historiques in Magny-les-Hameaux führt die Monuments historiques in der französischen Gemeinde Magny-les-Hameaux auf.

## Liste der Bauwerke
| Bezeichnung                | Beschreibung | Standort                        | Kennzeichnung | Schutzstatus   | Datum     | Bild           |
| -------------------------- | ------------ | ------------------------------- | ------------- | -------------- | --------- | -------------- |
| Schloss Brouëssy           |              | Rue Paul-et-Jeanne-Weiss (Lage) | PA78000024    | Inscrit        | 2009 2016 | weitere Bilder |
| Kirche St-Germain-de-Paris |              | (Lage)                          | PA78000036    | Inscrit        | 2016      | weitere Bilder |
| Porte de Mérantais         |              | (Lage)                          | PA00087489    | Inscrit        | 1989      | weitere Bilder |
| Port Royal des Champs      |              | Route des Granges (Lage)        | PA00087488    | Inscrit Classé | 1980 2008 | weitere Bilder |
| Port Royal des Champs      |              | (Lage)                          | PA00087487    | Inscrit Classé | 1980 2008 | weitere Bilder |

## Liste der Objekte
- Monuments historiques (Objekte) in Magny-les-Hameaux in der Base Palissy des französischen Kultusministeriums